# Jean-Claude Van Damme
Jean-Claude Camille François Van Varenberg ou mais conhecido como Jean-Claude Van Damme (Berchem-Sainte-Agathe, 18 de outubro de 1960), é um ator belga especialista em Karatê Shotokan.
Começou a treinar karatê intensivamente aos onze anos de idade e, aos 16 anos, ingressou em aulas de balé para melhorar sua destreza, praticando a dança durante cinco anos e tornando-se um bom bailarino. Aos dezoito anos, teve que escolher entre a dança e o karatê, pois uma companhia francesa de balé queria contratá-lo. Aos 16 anos, conquistou a faixa preta de Shotokan e venceu o European Pro Karate Association na categoria meio-pesado, tornando-se campeão europeu de karatê. Seu apelido era “Os Músculos de Bruxelas” e destacou-se pela execução de um golpe que atinge a cabeça do adversário durante um giro de 360 graus. Era extremamente disciplinado e corria mais de três horas por dia. Após a escola, fazia as lições em 20 a 25 minutos e, em seguida, ia treinar.
Van Damme alcançou sucesso nacional na Bélgica como artista marcial e fisiculturista, conquistando o título de "Mr. Bélgica". Em 1982, emigrou para os Estados Unidos para iniciar uma carreira no cinema, alcançando sucesso na década de 1980 em filmes como Bloodsport (1987) e Kickboxer (1989). Na década de 1990, ganhou destaque com os filmes Duplo Impacto (1991), Soldado Universal (1992), O Alvo (1993). Na América Latina é chamado de Jean-Claude "El Loco" Van Damme, devido aos seus filmes de ação.

## Biografia

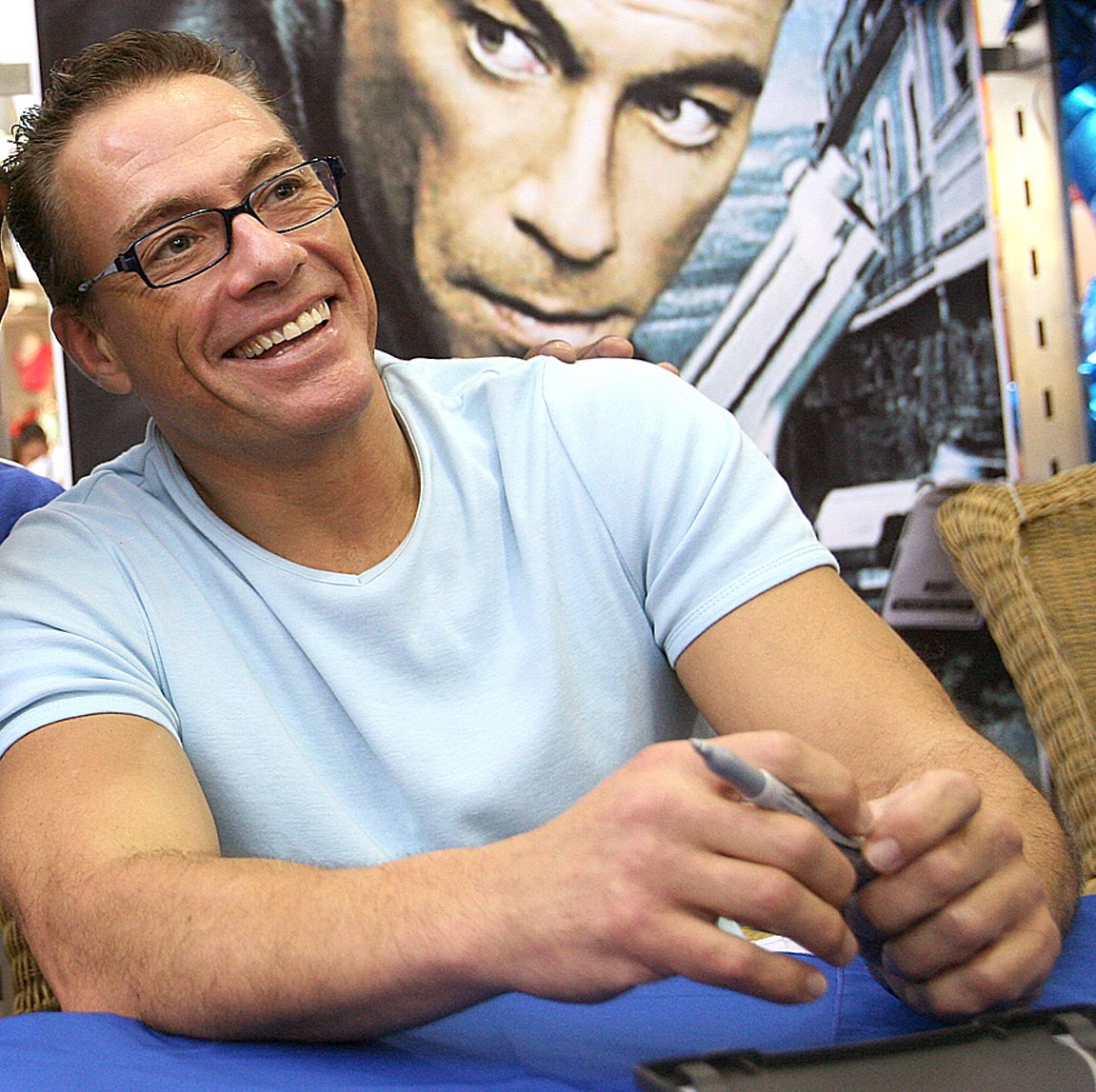
Van Damme em 2007, promovendo seu filme Até a Morte.

Van Damme nasceu em Berchem-Sainte-Agathe (Bruxelas), na Bélgica, filho de Eliana e Eugene Van Varenberg, que eram respectivamente uma dona de casa e um contabilista e dono de uma loja de flores. Quando criança, era pequeno, magro e sensível, o que levou seu pai a procurar algo que pudesse fortalecê-lo física e mentalmente. Assim, começou a treinar karatê aos onze anos de idade. Pouco depois, tornou-se um bom bailarino e dançou balé durante seis anos. Aos dezesseis, recebeu a faixa preta e tornou-se campeão europeu, vencendo o European Pro Karate Association, na categoria meio pesado. Campeão em karatê, seu estilo também adota elementos do balé, taekwondo, muay thai e kickboxing, o que o torna único e facilmente reconhecível em seus personagens.

Logo depois de vencer o Campeonato Europeu de Karatê de contato leve, foi pela primeira vez ao Estados Unidos disputar o Campeonato Mundial de Karatê na Flórida, em 1979, o qual perdeu para seu compatriota Patrick Teugels. Deslumbrado e muito entusiasmado com a América, Jean-Claude volta aos Estados Unidos em 1980, mas desta vez na Califórnia, onde conheceu a famosa academia "Gold Gym", e lá iniciou os treinamentos intensos de musculação para melhorar seu físico, o que mais tarde o levou ao título de fisiculturismo 'Mr. Bélgica'. Ao voltar para a Bélgica, resolveu montar uma academia em Bruxelas, "The California Gym".
Através de alguns contatos na Europa, chegou a participar de uma produção francesa chamada "Rue Barbare", lançado em 1983, no qual ele trabalhou apenas como figurante. Como Van Damme queria mais que isso, concluiu que o único jeito seria voltar para os Estados Unidos.
Em 1982 deixou Bruxelas e foi para Los Angeles. Depois de pouco mais de um ano morando em Los Angeles, conseguiu trabalhar como figurante nas filmagens de Braddock. Em 1984 também participou de um pequeno filme francês chamado "Monaco Forever" no qual interpretava um lutador gay de caratê. Em 1985, atuou como vilão no filme "Retroceder Nunca, Render-se Jamais", seu primeiro papel de destaque. Dois anos depois, protagonizou o megassucesso "O Grande Dragão Branco" e desde então nunca mais parou de filmar - não somente como ator, mas também como escritor, roteirista, produtor, diretor e coreógrafo das cenas de lutas em diversos de seus filmes.

## Vida pessoal

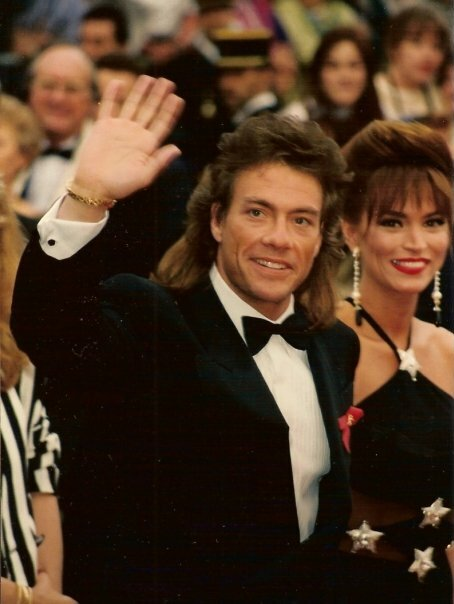
Van Damme ao lado de sua então esposa Darcy LaPier no Festival de Cannes em 1993.

Em meados da década de 1990, revelou ter chegado a consumir 10 gramas de cocaína por dia, o que lhe gerava um gasto de 10 mil dólares por semana. Mais tarde, afirmou que o vício foi exacerbado pelo estresse, que ele associou a problemas na produção de seus filmes, e agravado por sintomas de transtorno bipolar, diagnosticado em 1998. No ano de 1999, foi preso após dirigir sob o efeito de entorpecentes. Sem sucesso na reabilitação, utilizou o treino físico para enfrentar a abstinência. Anos depois, alegou ter sido incluído na chamada “lista negra de Hollywood” por se recusar com as práticas dominantes da indústria do entretenimento, e que os estúdios se recusaram a contratá-lo ao exigir um salário equivalente ao de destacados astros da época como Jim Carrey.
Van Damme casou-se cinco vezes, incluindo dois casamentos com a ex-fisiculturista Gladys Portugues, com quem teve dois filhos: Kristopher Van Varenberg, nascido em 1987, e Bianca Van Varenberg, nascida em 1990. O casal se divorciou em 1992, após cinco anos de casamento e um caso extraconjugal com a atriz Darcy La Pier, com quem se casou em 1994. LaPier e Van Damme tiveram um filho, Nicholas, que nasceu em 1995. Durante as filmagens de Street Fighter, ele começou a namorar a atriz Kylie Minogue, separando-se de La Pier em 1997. Em 1999, casou-se novamente com Gladys Portugues. Posteriormente, sua família foi mostrada no documentário Jean-Claude Van Damme à Portas Fechadas, exibido na versão dublada pelo canal fechado A&E.
Van Damme também apoia causas conservacionistas e de proteção e direito dos animais. Foi nomeado, em 2022, embaixador da Juventude, da Cultura e da Biodiversidade pela República Democrática do Congo, com a missão de representar a juventude em questões relacionadas ao desporto, à saúde e à cultura, incluindo a preservação da natureza selvagem no país. Em 2020, utilizou seu Twitter para divulgar uma petição criada pelo dono de um cão chihuahua que seria sacrificado na Noruega por não possuir um registro de entrada válido no país. A petição superou 18 mil assinaturas, e as autoridades permitiram que o animal fosse salvo e retornasse ao país de origem.

## Filmografia
| Ano  | Filme                                 | Personagem                                           |
| ---- | ------------------------------------- | ---------------------------------------------------- |
| 1983 | Rue barbare                           | Figurante                                            |
| 1984 | Breakin'                              | Espectador da primeira sequência de dança            |
| 1984 | Missing in Action                     | Dublê                                                |
| 1984 | Monaco Forever                        | Gay Karate Man                                       |
| 1985 | No Retreat, No Surrender              | Ivan Kraschinsky the Russian                         |
| 1988 | Bloodsport                            | Frank Dux                                            |
| 1988 | Black Eagle                           | Andrei                                               |
| 1989 | Cyborg                                | Gibson Rickenbacker                                  |
| 1989 | Kickboxer                             | Kurt Sloane                                          |
| 1990 | Death Warrant                         | Louis Burke                                          |
| 1990 | Lionheart                             | Lyon Gaultier                                        |
| 1991 | Double Impact                         | Alex / Chad Wagner                                   |
| 1992 | Universal Soldier                     | Luc Devreux / GR44                                   |
| 1993 | Nowhere to Run                        | Sam Gillen                                           |
| 1993 | Hard Target                           | Chance Boudreaux                                     |
| 1994 | Timecop                               | Max Walker                                           |
| 1994 | Street Fighter                        | Coronel William F. Guile                             |
| 1995 | Sudden Death                          | Darren McCord                                        |
| 1996 | The Quest                             | Cristopher Dubois                                    |
| 1996 | Maximum Risk                          | Alain Moreau                                         |
| 1997 | Double Team                           | Jack Quinn                                           |
| 1998 | Knock Off                             | Marcus Ray                                           |
| 1998 | Legionnaire                           | Alain Lefevre                                        |
| 1999 | Universal Soldier: The Return         | Luc Deveraux                                         |
| 1999 | Desert Heat                           | Eddie Lomax                                          |
| 2001 | Replicant                             | Lux Savarra                                          |
| 2001 | The Order                             | Rudy Cafmeyer / Charles Le Vaillant                  |
| 2002 | Derailed                              | Jacques Kristoff                                     |
| 2003 | In Hell                               | Kyle LeBlanc                                         |
| 2003 | The Rundown                           | Storm                                                |
| 2004 | Narco                                 | Fantasma de Jean-Claude Van Damme que fala com Lenny |
| 2005 | Wake of Death                         | Ben Archer                                           |
| 2006 | Second in Command                     | Cmdr. Samuel 'Sam' Keenan                            |
| 2006 | The Hard Corps                        | Phillip Sauvage                                      |
| 2006 | Sinav                                 | Charles                                              |
| 2007 | Until Death                           | Antony Stowe                                         |
| 2008 | The Shepherd: Border Patrol           | Jack Robideaux                                       |
| 2008 | JCVD                                  | Ele mesmo                                            |
| 2009 | The Eagle Path                        | Frenchy                                              |
| 2010 | Universal Soldier: Regeneration       | Luc Deveraux                                         |
| 2011 | Kung Fu Panda 2: The Kaboom of Doom   | Master Croc (Voz)                                    |
| 2011 | Assassination Games                   | Vincent Brazil                                       |
| 2011 | Dragon Eyes                           | Tiano                                                |
| 2012 | The Expendables 2                     | Vilain                                               |
| 2012 | Universal Soldier 4: Day of Reckoning | Luc Deveraux                                         |
| 2012 | Six Bullets                           | Samson Gaul                                          |
| 2012 | U.F.O.                                | George                                               |
| 2013 | Enemies Closer                        | Xander                                               |
| 2013 | Welcome to the Jungle                 | Storm                                                |
| 2014 | Swelter                               | Stillman                                             |
| 2015 | Pound of Flesh                        | Decon                                                |
| 2015 | Jian Bing Man                         | Ele mesmo                                            |
| 2016 | Kickboxer: Vengeance                  | Mestre Durand                                        |
| 2016 | Kung Fu Panda 3                       | Master Croc (voz)                                    |
| 2017 | Kill 'Em All                          | Philip                                               |
| 2018 | Black Water                           | Wheeler                                              |
| 2018 | The Bouncer                           | Lukas                                                |
| 2018 | Kickboxer: Retaliation                | Durand                                               |
| 2019 | We Die Young                          | Daniel                                               |
| 2021 | The Last Mercenary                    | Richard Brumère                                      |
| 2022 | Minions: The Rise of Gru              | Jean Garra (voz em inglês)                           |
| 2024 | Darkness of Man                       | Russell Hatch                                        |

## Lutas oficiais
| Data | Evento                      | Oponente               | Resultado                  |
| ---- | --------------------------- | ---------------------- | -------------------------- |
| 1976 | European Karatê Union       | Toon Van Oostrum       | Venceu, 1 round KO         |
| 1977 | Netherlands Kick Boxing     | Maurice Devos          | Venceu, 1 round TKO        |
| 1978 | European Karate Union       | Eric Bruno Strauss     | Venceu, 1 round KO         |
| 1978 | European Karate Union       | Michel Juvillier       | Venceu, 1 round KO         |
| 1978 | European Karate Union       | Orlando Lang           | Venceu, 1 round TKO        |
| 1978 | World All Style             | Emile Leibman          | Venceu, 1 round KO         |
| 1978 | World All Style             | Cyrille Nollet         | Venceu, 1 round TKO        |
| 1979 | World All Style             | Andre Robaeys          | Venceu, 1 round KO         |
| 1979 | World All Style             | Jacques Piniarski      | Venceu, 1 round KO         |
| 1979 | World All Style             | Rolf Risberg           | Venceu, 1 round KO         |
| 1979 | World Full Contact          | Sherman Bergman        | Venceu, 1 round KO         |
| 1979 | World Full Contact          | Patrick Teugels        | Perdeu, decisão dos juízes |
| 1980 | European Professional       | Mustapha-Ahmad Benamou | Venceu, 1 round KO         |
| 1980 | European Professional       | Bekim-Moussa Muhammad  | Venceu, 1 round TKO        |
| 1980 | European Professional       | Michael J. Heming      | Venceu, 1 round TKO        |
| 1980 | Professional Karate Assoc.  | Georges Verlugels      | Venceu, 2 round KO         |
| 1980 | European Professional       | Andres Kovac           | Venceu, 2 round KO         |
| 1980 | Forest Nationals (Brussels) | Patrick Teugels        | Venceu, 1 round TKO        |